# Thermochoria jeanneli
Thermochoria jeanneli là một loài chuồn chuồn ngô thuộc họ Libellulidae. Nó được tìm thấy ở Kenya, Malawi, Tanzania, và Zambia. Các môi trường sống tự nhiên của chúng là các khu rừng ẩm ướt đất thấp nhiệt đới hoặc cận nhiệt đới, đất ngập nước với cây bụi là chủ yếu, và đầm nước ngọt. Nó bị đe dọa do mất môi trường sống.